# Buraidah
Buraidah (arabisk: بريدة) er en by i det centrale Saudi-Arabien, med et indbyggertal på 467.410 (2010) indbyggere. Byen er hovedstad i landets Al-Qasim-provins. Dens placering centralt i Saudi Arabien langt fra kysten gør at klimaet er ekstremt varmt om sommeren, og meget koldt om vinteren.